# Hipoadrenalismo
El hipoadrenalismo es una hipofunción de la glándula suprarrenal la cual es una pequeña glándula endocrina bilateral localizada sobre el riñón. El hipoadrenalismo se clasifica como primario o enfermedad de Addison y secundario o "deficiencia de Adrecorticotropina".